# Li Shuxian
Li Shuxian (李淑賢 - 4 septembre 1924 – 9 juin 1997), est la cinquième et dernière épouse de Puyi, le dernier empereur de la dynastie Qing en Chine.

## Biographie
Li Shuxian fait partie du peuple Han. Elle est orpheline à l'âge de 14 ans. Après trois ans passés en famille d'accueil, sa mère adoptive tente d'en faire la concubine d'un homme riche. Li Shuxian refuse et s'enfuie à Pékin pour devenir employée dans un hôpital.  En 1959, après dix ans de prison, Puyi est gracié. Le couple est présenté l'un à l'autre par un ami en 1962 et le mariage a lieu la même année. Le Premier ministre Zhou Enlai approuve leur mariage. Il s'agit du troisième mariage de Li et du cinquième de Puyi. Ils n'auront pas d'enfants. Elle reste aux côtés de Puyi jusqu'à ses derniers jours, le 17 octobre 1967.

## Distinction
En 1991, elle reçoit le Prix de la liberté (en), conjointement avec son compatriote le dissident Fang Lizhi.